# Harles
Harles (Limburgs: Halesj) is een buurtschap ten zuidoosten van Vijlen in de gemeente Vaals in de Nederlandse provincie Limburg. De buurtschap is gelegen in het Selzerbeekdal aan de gelijknamige weg tussen Vijlen en Lemiers en telt circa 30 boerderijen en huizen. De naam Harles is waarschijnlijk afgeleid van 'Hariliacas', wat betekent eigendom van Harilo.
In Harles staan verschillende vakwerkboerderijen en -huizen. Tot de beter bewaard gebleven hoeven behoren 'De Heuf', 'Plum' en 'Doodleger'.
Ten zuiden van de buurtschap ontspringt de Harleserbeek die tevens dwars door de buurtschap loopt.

## Geschiedenis
De oude kern was de hoeve Harles, ook Harlisser Hof, Onderste Hof of Gulpener Hof genoemd. Deze hoeve, een Brabants leen, was lang in adellijk bezit. In de eerste helft van de zestiende eeuw eigendom van de familie Van Dammerscheid, In de zeventiende eeuw van de familie Van den Hove, vanaf 1630 van de familie Gulpen de Wodémont. In 1713 kocht Peter Lankohr de hoeve, waar toen meer dan 40 hectare grond toe behoorde. Zijn zoon Peter junior had zeven kinderen. De hoeve werd in 1752 tussen hen verdeeld en viel uiteen. 
De tweede grote oude hoeve in adellijk bezit was de Overste Hof (nu 'De Heuf', Harles 22). Deze hoeve was een leen van de heer van Wittem. In de zeventiende eeuw was de familie Van Eijnatten tot Obsinnich eigenaar. In 1714 werd de hoeve verkocht aan de Akense koopman Andreas Ludwigs. Via zijn enige kind, zijn dochter Helena, kwam de hoeve aan Peter Feij. De familie Feij was in de eerste helft van de negentiende eeuw nog eigenaar. 
De derde grote hoeve was de Belhof. Deze was geen leengoed. In 1663 in het bezit van een Nijmeegse familie, in 1745 verkocht aan J.N.G. Wiertz. De (nu verdwenen) hoeve lag waarschijnlijk op de plaats van de huidige bebouwing Harles 14. 

## Zie ook

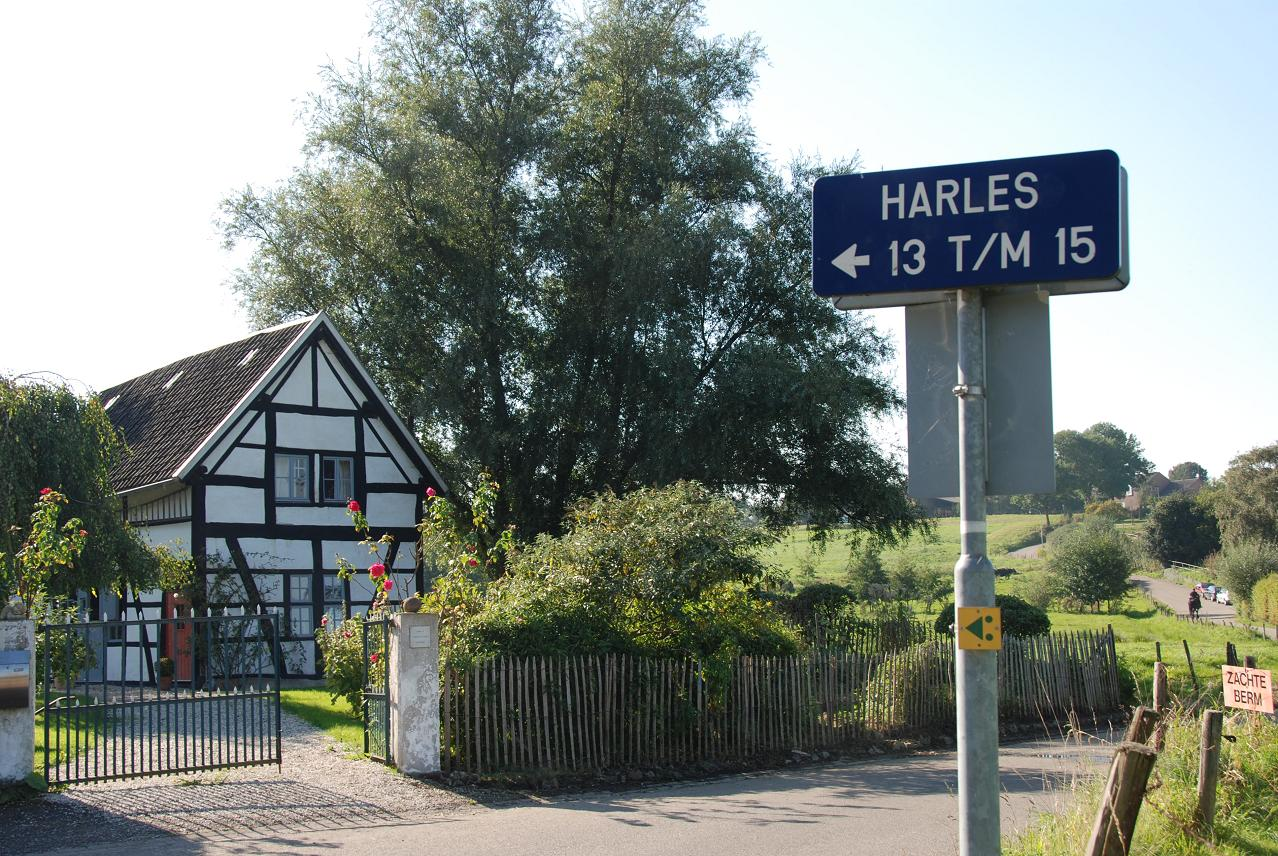
Harles
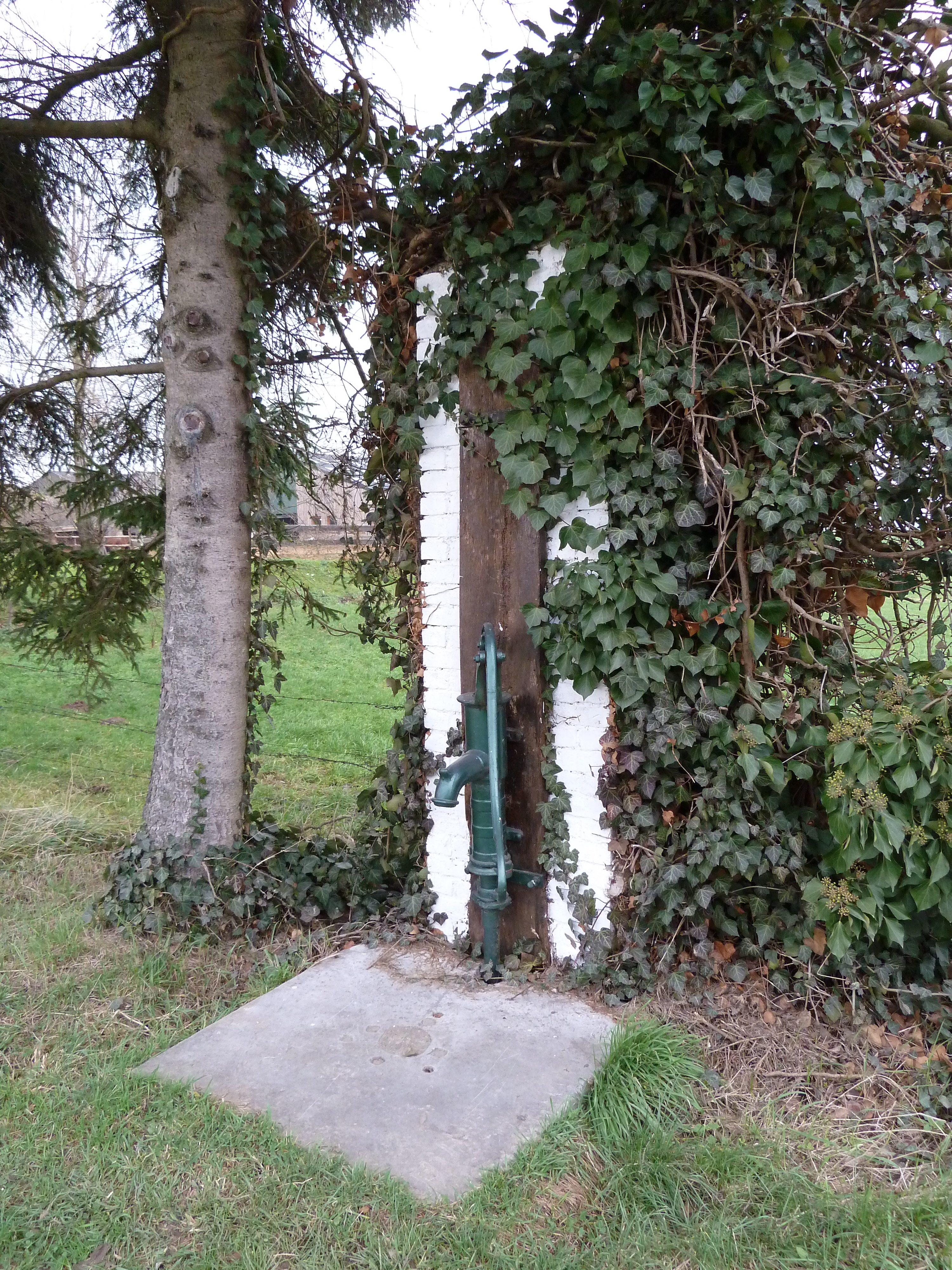
Waterpomp
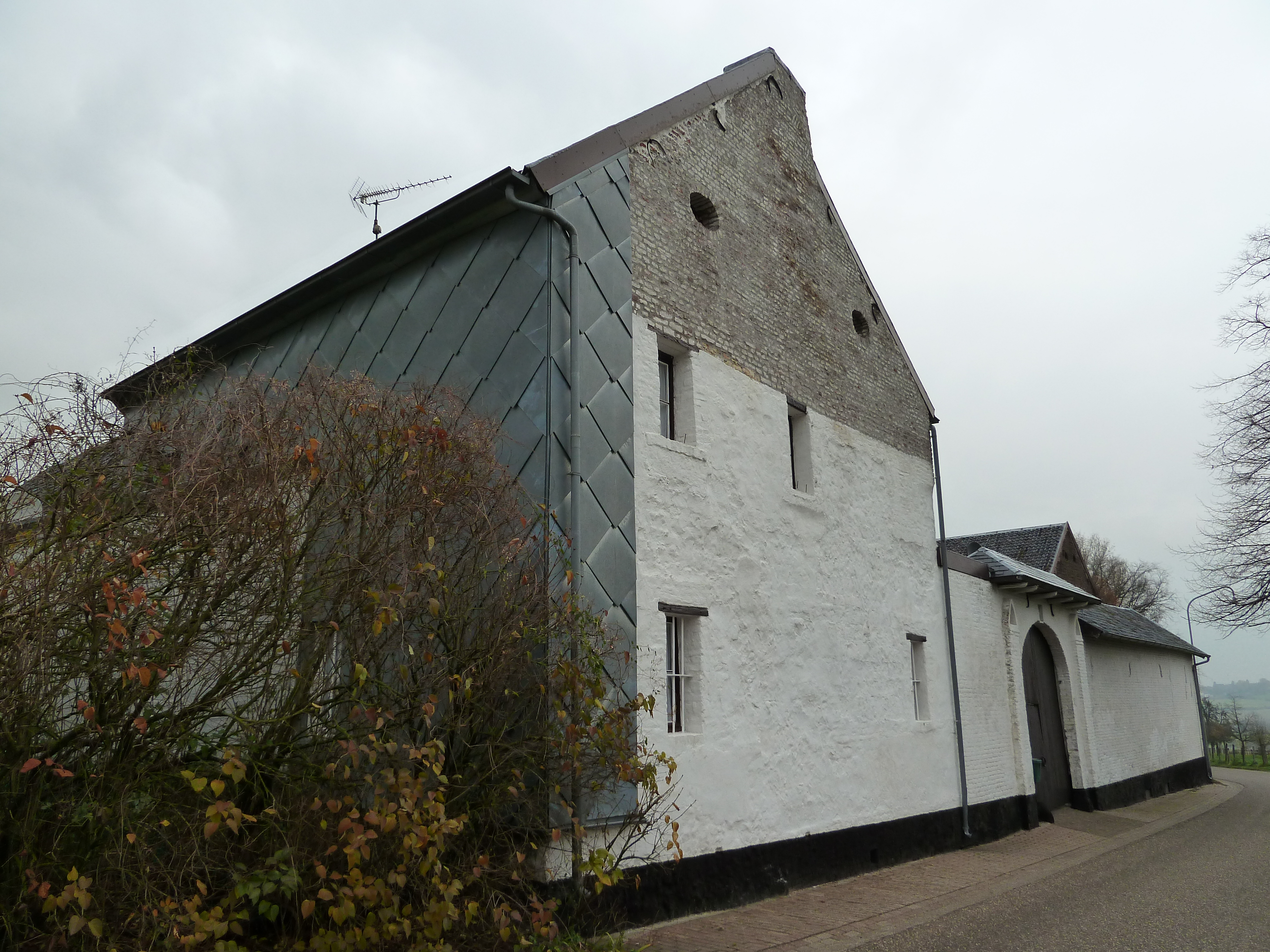
Harles 22